# Tephrina partitaria
Tephrina partitaria là một loài bướm đêm trong họ Geometridae.